# 硫磺山 (新雪谷連峰)
硫磺山（日语： Iwao-nupuri）是日本北海道一座跨越虻田郡俱知安町和磯谷郡蘭越町的活火山。標高1116公尺，屬於新雪谷連峰東山系，是北海道百名山之一，同時也是新雪谷積丹小樽海岸國定公園的一部分。

## 概要

### 地質

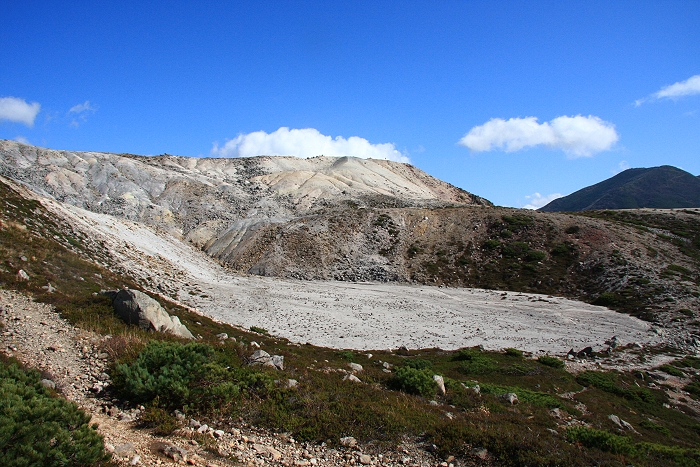
覆滿硫磺的火山礫斜面

硫磺山的日語山名音譯自阿伊努語iwaw-nupuri，意為「硫磺山」。山體在約30万年前（第四紀更新世）經火山活動形成，約6000年前（全新世）發生最近一次噴發，因而被歸類為活火山，是新雪谷連峰中最年輕的火山。山麓被硫磺和火山礫所覆蓋，山頂則是一個塔狀的火山穹丘。

### 水系
硫磺山與林多努普利、新雪谷安努普利的鞍部北側發源有硫磺川，與新雪谷安努普利的鞍部南側則發源有新雪谷安別川，這些河流均最終匯入尻別川。

## 登山
硫磺山在每年夏季開放登山，攀登難度不算很大，普通人不加以訓練也能攀登。登山者多採用「五色溫泉－硫磺山」的路線。登山口位於五色溫泉的神社附近，標高757公尺。登山道長1.65公里，上山正常人約花費1小時，下山約花費45分鐘。因山上多強風且途中沒有飲水處，後志綜合振興局呼籲登山者需充分注意水分補給和防寒。

## 災害
硫磺山冬季多大雪，非常容易發生雪崩。1975年2月23日，南東斜面受滑雪活動影響發生雪崩，造成1人死亡。

## 交通
- 北海道道58號俱知安新雪谷線

## 鄰近山峰
- 新雪谷安努普利（1308.2公尺）
- 魏斯峰（1045.8公尺）
- 小硫磺山（1039公尺）
- 林多努普利（1080公尺）
- 棲舍努普利（1134.2公尺）